# Orientierungslauf-Weltmeisterschaften 2014
Die 31. Orientierungslauf-Weltmeisterschaften fanden vom 5. bis 12. Juli 2014 in den norditalienischen Provinzen Trentino und Venetien statt.
Italien war zum ersten Mal Ausrichter der Orientierungslauf-Weltmeisterschaften. Gleichzeitig wurden im Trentino auch die Trail-Orienteering-Weltmeisterschaften 2014 ausgetragen.

## Programm und Zeitplan
2014 kam ein neues Wettkampfprogramm zum Einsatz. Mit der Einführung einer Mixed-Sprintstaffel erhöhte sich die Anzahl der Medaillenentscheidungen von acht auf neun. Gestrichen wurden die Qualifikationsläufe über die Mittel- und Langdistanz. Die Startplatzvergabe bei diesen beiden Wettbewerben erfolgte erstmals über die Rangliste zur Startplatzvergabe bei Orientierungslauf-Weltmeisterschaften. Gastgeber Italien erhielt dabei automatisch drei Plätze.
- 5. Juli: Sprint (Qualifikation in Burano und Finale in Venedig)
- 6. Juli: Eröffnungsfeier in Asiago
- 7. Juli: Sprintstaffel in Trento
- 9. Juli: Langdistanz in Lavarone
- 11. Juli: Mitteldistanz in Campomulo
- 12. Juli: Staffel in Campomulo und Schlussfeier in Lavarone

Die Wettkampfzentren befanden sich zwischen dem 3. und dem 5. Juli 2014 in Jesolo und vom 6. bis zum 13. Juli in Lavarone.

## Teilnehmende Nationen
Folgende Nationen nahmen an den 31. Orientierungslauf-Weltmeisterschaften teil:
| - Argentinien - Australien - Aserbaidschan - Belgien - Brasilien - Bulgarien - Chile - Dänemark - Deutschland - Ecuador | - Estland - Finnland - Frankreich - Hongkong - Irland - Israel - Italien - Japan - Kanada - Kolumbien | - Kroatien - Lettland - Litauen - Moldau - Neuseeland - Nordkorea - Norwegen - Österreich - Polen - Russland | - Schweden - Schweiz - Serbien - Slowenien - Slowakei - Südafrika - Spanien - Südkorea - Taiwan (Chinesisch Taipeh) - Tschechien | - Türkei - Ukraine - Ungarn - Uruguay - Vereinigte Staaten - Vereinigtes Königreich - Volksrepublik China - Belarus - Zypern |

## Herren

### Sprint
| Platz | Land | Athlet            | Zeit      |
| ----- | ---- | ----------------- | --------- |
| 1     | DEN  | Søren Bobach      | 15:37 min |
| 2     | SUI  | Daniel Hubmann    | 15:39 min |
| 3     | DEN  | Tue Lassen        | 15:41 min |
| 4     | SWE  | Jerker Lysell     | 15:48 min |
| 5     | SUI  | Matthias Kyburz   | 15:52 min |
| 6     | SWE  | Jonas Leandersson | 15:58 min |
| 7     | BEL  | Yannick Michiels  | 16:04 min |
| 8     | CZE  | Jan Procházka     | 16:08 min |

Sprint: 5. Juli 2014

Ort: Burano (Qualifikation) & Venedig

Länge: 4,40 km

Steigung:

Posten: 20

### Mitteldistanz
| Platz | Land | Athlet            | Zeit      |
| ----- | ---- | ----------------- | --------- |
| 1     | NOR  | Olav Lundanes     | 38:12 min |
| 2     | SUI  | Fabian Hertner    | 38:30 min |
| 3     | UKR  | Oleksandr Kratow  | 38:46 min |
| 4     | SUI  | Baptiste Rollier  | 39:45 min |
| 5     | SUI  | Andreas Kyburz    | 40:05 min |
| 6     | EST  | Lauri Sild        | 40:39 min |
| 7     | NOR  | Carl Godager Kaas | 41:28 min |
| 8     | RUS  | Leonid Nowikow    | 41:29 min |

Mitteldistanz: 11. Juli 2014

Ort: Campomulo

Länge: 5,86 km

Steigung: 290 m

Posten: 19

### Langdistanz
| Platz | Land | Athlet              | Zeit      |
| ----- | ---- | ------------------- | --------- |
| 1     | FRA  | Thierry Gueorgiou   | 1:34:45 h |
| 2     | SUI  | Daniel Hubmann      | 1:36:12 h |
| 3     | NOR  | Olav Lundanes       | 1:37:09 h |
| 4     | SUI  | Fabian Hertner      | 1:38:54 h |
| 5     | SUI  | Matthias Kyburz     | 1:40:12 h |
| 6     | SWE  | Fredrik Johansson   | 1:40:16 h |
| 7     | SUI  | Baptiste Rollier    | 1:41:19 h |
| 8     | AUT  | Gernot Kerschbaumer | 1:41:40 h |

Langdistanz: 9. Juli 2014

Ort: Lavarone

Länge: 16,36 km

Steigung: 820 m

Posten: 33

### Staffel
| Platz | Land | Athleten                                              | Zeit      |
| ----- | ---- | ----------------------------------------------------- | --------- |
| 1     | SWE  | Jonas Leandersson Fredrik Johansson Gustav Bergman    | 1:56:49 h |
| 2     | SUI  | Fabian Hertner Daniel Hubmann Matthias Kyburz         | 1:57:58 h |
| 3     | FRA  | Frédéric Tranchand François Gonon Thierry Gueorgiou   | 1:58:03 h |
| 4     | NOR  | Øystein Kvaal Østerbø Carl Godager Kaas Olav Lundanes | 2:03:48 h |
| 5     | FIN  | Mikko Siren Pasi Ikonen Mårten Boström                | 2:03:49 h |
| 6     | CZE  | Jan Petržela Jan Šedivý Jan Procházka                 | 2:04:53 h |
| 7     | GBR  | Scott Fraser Hector Haines Graham Gristwood           | 2:05:07 h |
| 8     | AUT  | Gernot Kerschbaumer Helmut Gremmel Robert Merl        | 2:05:08 h |

Staffel: 12. Juli 2014

Ort: Campomulo

## Damen

### Sprint
| Platz | Land | Athletin           | Zeit      |
| ----- | ---- | ------------------ | --------- |
| 1     | SUI  | Judith Wyder       | 15:32 min |
| 2     | SWE  | Tove Alexandersson | 15:43 min |
| 3     | DEN  | Maja Møller Alm    | 15:45 min |
| 4     | UKR  | Nadija Wolynska    | 15:46 min |
| 5     | SWE  | Lena Eliasson      | 15:59 min |
| 6     | SUI  | Rahel Friedrich    | 16:06 min |
| 7     | RUS  | Galina Winogradowa | 16:11 min |
| 8     | NOR  | Gøril Rønning Sund | 16:29 min |

Sprint: 5. Juli 2014

Ort: Burano (Qualifikation) & Venedig

Länge: 4,05 km

Steigung:

Posten: 18

### Mitteldistanz
| Platz | Land | Athletin           | Zeit      |
| ----- | ---- | ------------------ | --------- |
| 1     | SWE  | Annika Billstam    | 37:03 min |
| 2     | DEN  | Ida Bobach         | 37:25 min |
| 3     | SWE  | Tove Alexandersson | 37:27 min |
| 4     | SUI  | Sara Lüscher       | 38:37 min |
| 5     | NOR  | Mari Fasting       | 38:53 min |
| 6     | DEN  | Maja Møller Alm    | 39:00 min |
| 7     | FIN  | Saila Kinni        | 39:29 min |
| 8     | SWE  | Helena Jansson     | 39:37 min |

Mitteldistanz: 11. Juli 2014

Ort: Campomulo

Länge: 4,96 km

Steigung: 230 m

Posten: 16

### Langdistanz
| Platz | Land | Athletin           | Zeit      |
| ----- | ---- | ------------------ | --------- |
| 1     | RUS  | Swetlana Mironowa  | 1:19:44 h |
| 2     | SWE  | Tove Alexandersson | 1:20:15 h |
| 3     | SUI  | Judith Wyder       | 1:20:34 h |
| 4     | NOR  | Mari Fasting       | 1:22:06 h |
| 5     | NOR  | Gøril Rønning Sund | 1:22:38 h |
| 6     | SWE  | Annika Billstam    | 1:22:40 h |
| 7     | NOR  | Tone Wigemyr       | 1:22:41 h |
| 8     | SUI  | Sarina Jenzer      | 1:22:43 h |

Langdistanz: 9. Juli 2014

Ort: Lavarone

Länge: 11 km

Steigung: 495 m

Posten: 23

### Staffel
| Platz | Land | Athletinnen                                           | Zeit      |
| ----- | ---- | ----------------------------------------------------- | --------- |
| 1     | SUI  | Sara Lüscher Sabine Hauswirth Judith Wyder            | 1:51:21 h |
| 2     | DEN  | Emma Klingenberg Ida Bobach Maja Møller Alm           | 1:51:32 h |
| 3     | SWE  | Helena Jansson Annika Billstam Tove Alexandersson     | 1:53:56 h |
| 4     | NOR  | Heidi Bagstevold Tone Wigemyr Mari Fasting            | 1:55:45 h |
| 5     | FIN  | Sofia Haajanen Saila Kinni Minna Kauppi               | 1:59:03 h |
| 6     | GBR  | Tessa Hill Claire Ward Catherine Taylor               | 2:06:31 h |
| 7     | LTU  | Kristina Rybakovaite Sandra Pauzaite Gabija Razaityte | 2:07:04 h |
| 8     | UKR  | Olha Pantschenko Nadija Wolynska Olena Pitirimowa     | 2:08:32 h |

Staffel: 12. Juli 2014

Ort: Campomulo

## Mixed-Sprintstaffel
| Platz | Land | Athleten                                                              | Zeit      |
| ----- | ---- | --------------------------------------------------------------------- | --------- |
| 1     | SUI  | Rahel Friedrich Martin Hubmann Matthias Kyburz Judith Wyder           | 59:04 min |
| 2     | DEN  | Emma Klingenberg Tue Lassen Søren Bobach Maja Møller Alm              | 59:07 min |
| 3     | RUS  | Anastassija Tichonowa Gleb Tichonow Andrei Chramow Galina Winogradowa | 59:15 min |
| 4     | SWE  | Helena Jansson Jerker Lysell Jonas Leandersson Lena Eliasson          | 59:25 min |
| 5     | UKR  | Olha Pantschenko Pawlo Uschkwarok Ruslan Glibow Nadija Wolynska       | 60:16 min |
| 6     | GBR  | Tessa Hill Murray Strain Kristian Jones Catherine Taylor              | 60:24 min |
| 7     | CZE  | Martina Zvěřinová Vojtěch Král Jan Procházka Iveta Šístková           | 60:32 min |
| 8     | FIN  | Venla Niemi Severi Kymäläinen Mårten Boström Marika Teini             | 61:29 min |

Sprintstaffel: 7. Juli 2014

Ort: Trento

## Medaillenspiegel
| Platz | Land       | Gold | Silber | Bronze | Gesamt |
| ----- | ---------- | ---- | ------ | ------ | ------ |
| 1     | Schweiz    | 3    | 4      | 1      | 8      |
| 2     | Schweden   | 2    | 2      | 2      | 6      |
| 3     | Dänemark   | 1    | 3      | 2      | 6      |
| 4     | Frankreich | 1    | –      | 1      | 2      |
| 4     | Norwegen   | 1    | –      | 1      | 2      |
| 4     | Russland   | 1    | –      | 1      | 2      |
| 7     | Ukraine    | –    | –      | 1      | 1      |